# Battaglia di Minden
La battaglia di Minden venne combattuta il 1º agosto 1759 nei pressi della cittadina tedesca di Minden (oggi nella regione della Renania Settentrionale-Vestfalia), nell'ambito degli eventi della guerra dei sette anni; la battaglia vide affrontarsi un'armata di truppe francesi e del Principato Elettorale di Sassonia, comandata dal maresciallo di Francia Louis Georges Érasme de Contades, e una forza alleata di truppe del Regno di Gran Bretagna, dell'Elettorato di Hannover, del Regno di Prussia e altri Stati tedeschi minori, agli ordini del principe Ferdinando di Brunswick-Wolfenbüttel.
Dopo aver invaso l'Hannover e occupato l'importante piazzaforte di Minden, l'armata franco-sassone venne a battaglia con le forze anglo-tedesche affluite a nord della città. Nonostante l'incompetenza di alcuni suoi subordinati, il principe Ferdinando fu in grado di infliggere al nemico una pesante sconfitta: le cariche della cavalleria francese furono respinte dalla salda fanteria britannica, mentre la ben diretta artiglieria degli alleati inflisse pesanti perdite al nemico; battuto su tutta la linea, Contades dovette ordinare una ritirata generale durante la quale subì gravi perdite.

## Antefatti
Pochi mesi dopo l'inizio delle ostilità tra Francia e Gran Bretagna, nel giugno 1757 una grande armata francese lanciò l'invasione dell'Elettorato dell'Hannover, dominio dinastico del re Giorgio II di Gran Bretagna situato nella Germania settentrionale: le forze anglo-hannoveriane subirono una pesante sconfitta nella battaglia di Hastenbeck il 26 luglio 1757, e l'Hanover stesso fu costretto a siglare un armistizio il 10 settembre seguente che lo fece ritirare dal conflitto e lo lasciò parzialmente occupato dai francesi. Dopo la devastante sconfitta riportata dalle forze francesi nella battaglia di Roßbach il 5 novembre 1757 ad opera della Prussia, e dopo pressioni in tal senso da parte di britannici e prussiani, l'Hannover decise tuttavia di rompere l'armistizio e rientrare nel conflitto: al comando del principe Ferdinando di Brunswick-Wolfenbüttel, cognato del re Federico II di Prussia, le truppe hannoveriane, spalleggiate dalle forze provenienti da altri Stati della Germania nord-occidentale (Langraviato d'Assia-Kassel, Brunswick-Wolfenbüttel e Schaumburg-Lippe) e da un piccolo contingente prussiano, lanciarono una rapida campagna che a metà del 1758 portò alla cacciata dall'Hannover delle indebolite truppe francesi, sconfitte da Ferdinando nella battaglia di Krefeld il 23 giugno; la linea del fronte fu quindi riportata ai confini prebellici dell'Hannover.
Il successo riportato da Ferdinando spinse la Gran Bretagna a rivedere la sua strategia volta a disimpegnarsi dal conflitto nel continente europeo per concentrarsi contro i francesi nell'America del nord, e un contingente di truppe britanniche fu inviato in appoggio delle forze hannoveriane alla fine del 1758. Le truppe francesi stavano ammassandosi per preparare una nuova offensiva nell'Hannover, e Ferdinando tentò di anticiparle attaccando per primo: le forze anglo-tedesche subirono però una sconfitta nella battaglia di Bergen il 13 aprile 1759 ad opera dei francesi al comando del generale Victor-François de Broglie, e Ferdinando dovette ordinare una ritirata oltre la linea del fiume Weser. Sfruttando il momento, due armate francesi lanciarono una nuova invasione dell'Hannover alla metà del 1759: il maresciallo di Francia Louis Georges Érasme de Contades catturò diverse importanti città e, raggiunta la linea del Weser, assediò la fortezza di Minden che cadde infine in mano ai francesi il 10 luglio; contemporaneamente, il generale de Broglie conduceva una seconda armata francese lungo la sponda orientale del Weser.
Ferdinando radunò l'armata anglo-tedesca a nord di Minden, dove le forze del maresciallo Contades (rinforzate nel frattempo dall'arrivo di un contingente di alleati sassoni) si erano attestate in una solida posizione difensiva sulla sponda occidentale del Weser a sud-ovest della città, protette verso nord dal corso del fiume Bastau (un tributario del Weser) e con le truppe di de Broglie accampate poco lontano sulla sponda orientale del fiume. Il generale Georg August von Wangenheim condusse il suo corpo di truppe tedesche (principalmente soldati dell'Assia e del Brunswick) fino al villaggio di Todtenhausen, posto a poche miglia a nord di Minden sulla sponda occidentale del Weser, dove si trincerò in posizione difensiva; il resto dell'armata di Ferdinando manovrò intorno a Todtenhausen dispiegandosi nella campagna più a ovest. Lo schieramento assunto dagli anglo-tedeschi sembrava spingere i francesi a lanciare un attacco sulle isolate truppe di von Wangenheim a Todtenhausen, per permettere al resto dell'armata di Ferdinando di piombare sul loro fianco sinistro e sulla loro retroguardia mentre erano impegnate nell'azione; il maresciallo Contades era consapevole di questo pericolo, ma era anche sottoposto a forti pressioni dalla madrepatria perché ottenesse in tempi brevi un successo risolutivo e si decise a lasciare la sua solida posizione difensiva per lanciare un attacco contro le forze di Ferdinando, che nella loro manovra verso ovest si erano relativamente sparpagliate.
Come prima cosa, Contades decise di concentrare tutte le sue forze a nord del fiume Bastau sul cui corso furono gettati otto nuovi ponti di barche. L'armata di de Broglie ricevette l'ordine di trasferirsi sulla sponda occidentale del Weser transitando per i ponti cittadini di Minden, andando a costituire l'ala destra dello schieramento francese con l'obiettivo di assaltare le posizioni tedesche davanti Todtenhausen. Il resto delle forze franco-sassoni si schierò sul fianco sinistro di de Broglie con fronte rivolto a nord-ovest, pronte ad attaccare il corpo principale dell'armata di Ferdinando: cosa insolita per l'epoca, tutta la cavalleria francese (due divisioni al comando del duca Charles de Fitz-James e di Charles Léonard de Baylens, marchese di Poyanne) fu schierata al centro, con alle ali due forti contingenti di fanteria (a sinistra i francesi del conte Claude Louis François Régnier de Guerchy e i sassoni del principe Francesco Saverio di Sassonia, a destra le divisioni francesi del duca di Beaupréau e del duca di Nicolay); in totale, i franco-sassoni potevano disporre di 51 000 uomini con 162 cannoni. Le truppe di Contades iniziarono ad attraversare il Bastau nelle ultime ore del 31 luglio, con l'intenzione di dare inizio all'attacco all'alba del 1º agosto.

## La battaglia

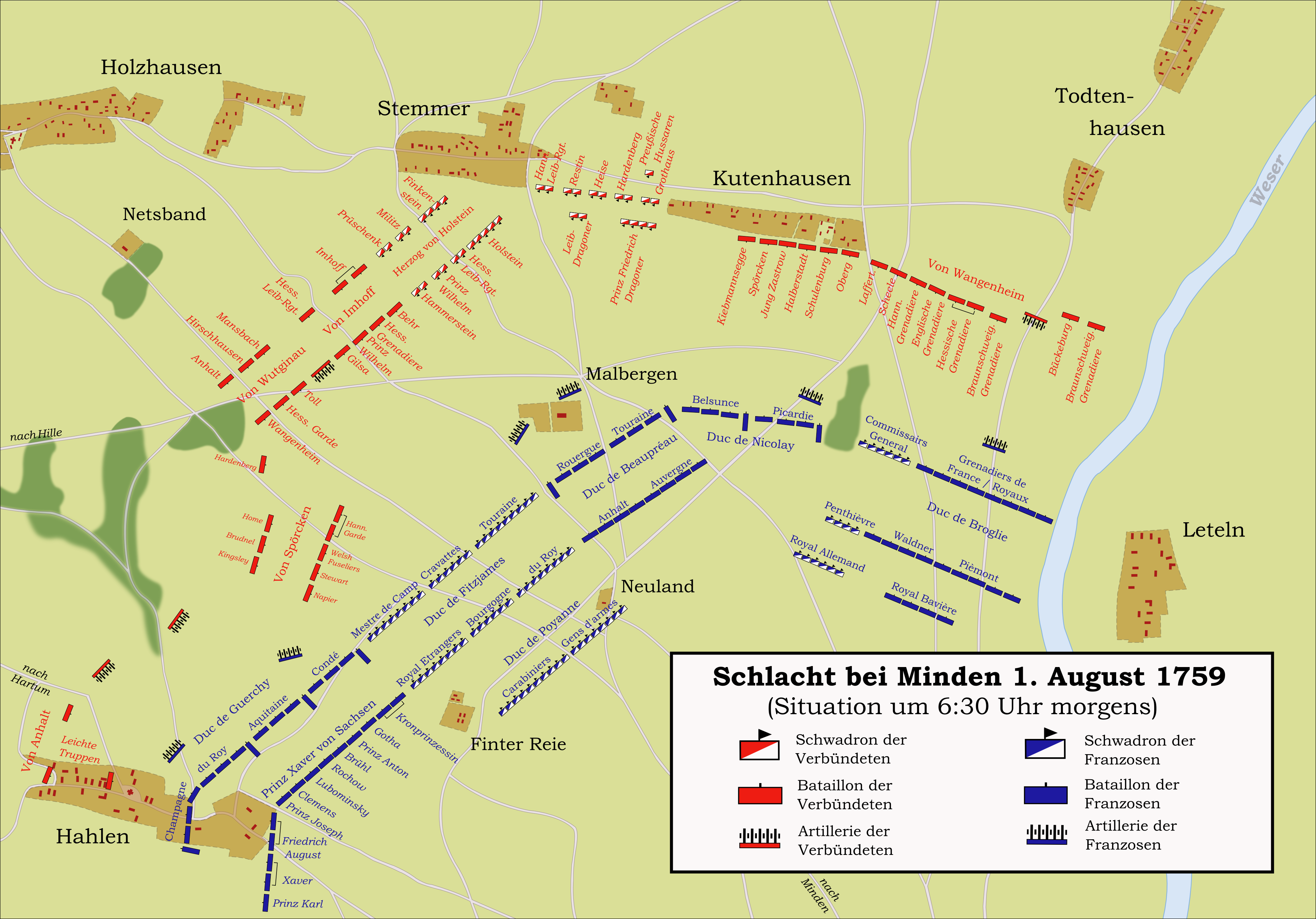
La situazione sul campo di battaglia alle 06:30: mentre l'armata di Ferdinando (in rosso) sosta per riorganizzarsi, la divisione anglo-hannoveriana di von Spörcken avanza verso la cavalleria al centro dell'armata francese (in blu)

La costruzione da parte dei francesi dei ponti sul Bastau non sfuggì all'attenzione dei ricognitori anglo-tedeschi, e Ferdinando si convinse che un forte attacco nemico fosse in preparazione. Le forze anglo-tedesche erano schierate in un vasto arco da Todtenhausen a ovest fino alle vicinanze del villaggio di Hahlen a sud-est, suddivise in otto divisioni principali: all'estrema destra era collocata la cavalleria anglo-hannoveriana del generale Lord George Sackville, con davanti una forza di fanteria hannoveriana e assiana sotto il principe Karl Leopold von Anhalt-Bährnfeld schierata a picchetto e sul fianco sinistro la divisione di fanteria britannica e hannoveriana del generale Friedrich von Spörcken; venivano poi le divisioni di truppe hannoveriane dei generali Johann Daniel Victor von Scheele e Heinrich Wilhelm von Wutginau, la divisione tedesca sotto il generale Philipp von Imhoff di Brunswick-Lüneburg, la cavalleria prussiana del principe Giorgio Ludovico di Holstein-Gottorp e infine il corpo tedesco di von Wangenheim attestato davanti Todtenhausen. Gli alleati anglo-tedeschi mettevano quindi in campo un totale di 41 000 uomini e 170 cannoni.
I sospetti di Ferdinando furono confermati dalle pattuglie degli ussari in ricognizione lungo la sponda del Weser, le quali riferirono dell'attraversamento del fiume ad opera delle truppe di de Broglie: il principe mobilitò quindi le sue forze e si preparò a marciare contro il nemico alle 01:00 del 1º agosto. La cattura di due disertori francesi confermò che anche l'armata di Contades si era mossa in avanti attraversando il Bastau, cosa che spinse Ferdinando a ordinare di affrettare il passo alle sue divisioni; la cavalleria anglo-hannoveriana di Sackville era rimasta tuttavia attardata e non aveva raggiunto il villaggio di Hahlen, di importanza cruciale per assicurare il fianco destro degli alleati, prima dell'avanguardia dei francesi: Ferdinando ordinò quindi alla fanteria di von Anhalt di spingersi in avanti con l'appoggio dell'artiglieria britannica e di occupare il villaggio, cosa che venne portata a termine dopo duri scontri con i francesi di de Guerchy il cui grosso delle truppe era ancora attardato dall'attraversamento del Bastau.
Occupato Hahlen e assicurato così il fianco destro, Ferdinando ordinò una pausa dell'avanzata per permettere alla cavalleria di Sackville di riprendere il suo posto nella linea; la divisione del generale von Spörcken, tuttavia, fraintese gli ordini e continuò ad avanzare: invece dell'ordine «to advance on the beat of drum» ("avanzare sul suono del tamburo", cioè muovere quando i tamburi si sarebbero messi a rullare dando il segnale dell'avanzata generale) la divisione ricevette l'ordine «to advance to the beat of drum» ("avanzare al suo del tamburo", cioè attaccare subito suonando i propri tamburi), muovendo decisamente in avanti contro il centro dello schieramento francese con la brigata britannica del generale John Waldegrave ad aprire la marcia seguita dalla brigata britannica del generale William Kingsley alle spalle, affiancata poi dai battaglioni delle Guardie a piedi hannoveriane e del Reggimento Hardenburg sul fianco sinistro.

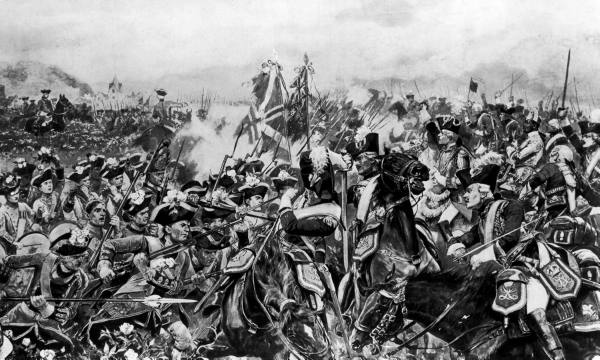
Stampa del 1901 raffigurante la fanteria britannica in combattimento con la cavalleria francese a Minden

L'armata francese era ancora intenta a riorganizzarsi dopo il passaggio del Bastau; de Broglie aveva iniziato il suo attacco in direzione di Todtenhausen, ma dopo alcuni scontri l'azione era scemata in un mero duello d'artiglieria. Con i britannici di Waldegrave e Kingsley che avanzavano decisi verso il centro dei francesi, attirando su di sé il tiro dei cannoni nemici tanto da destra quanto da sinistra, il duca di Fitz-James lanciò undici squadroni della sua cavalleria in una carica frontale: i britannici attesero i francesi schierati in linea, scaricando su di loro una devastante salva di fucileria a distanza ravvicinata che ne scompaginò i ranghi e li ributtò indietro in disordine. Fitz-James lanciò quindi il resto della sua cavalleria (22 squadroni) in una nuova carica, che tuttavia andò incontro al risultato della precedente: il disciplinato fuoco della fanteria britannica infranse la massa dei francesi e li indusse a ripiegare in disordine. De Guerchy mosse quindi otto battaglioni di fanteria dell'ala sinistra francese per attaccare sul fianco destro la divisione di von Spörcken, ma Ferdinando parò la mossa inviando su quel lato cinque battaglioni e l'artiglieria della divisione hannoveriana del generale von Scheele: gli hannoveriani respinsero l'attacco della fanteria di de Guerchy mentre i britannici infransero per la terza volta una carica di cavalleria, condotta dalla divisione di de Poyanne.
In questa fase cruciale della battaglia, Ferdinando inviò ripetuti ordini a Sackville perché intervenisse con la sua potente divisione di cavalleria anglo-hannoveriana contro la vacillante linea francese, ma invano: Sackville si rifiutò categoricamente di dare seguito all'ordine di attaccare, e trattenne anche il generale John Manners, secondo in comando della cavalleria, che aveva tentato di portarsi in avanti con parte del contingente. Ad ogni modo, lo scontro stava volgendo a favore degli anglo-tedeschi: le restanti divisioni dell'armata di Ferdinando stavano mettendo sotto pressione tutta la linea francese, flagellata in particolare dalla ben diretta artiglieria anglo-hannoveriana. Contandes tentò di aggirare il fianco destro del blocco di truppe alleate radunato al centro della linea lanciando all'attacco otto battaglioni della divisione di Beaupréau, ma questi furono contrattaccati da quattro battaglioni di hannoveriani in un duro scontro dentro e attorno al villaggio di Maulbeerkamp; i francesi furono respinti e poi caricati dai 19 squadroni prussiani e hannoveriani della cavalleria del principe Giorgio Ludovico, ritirandosi sotto la protezione della seconda linea della divisione di Beaupréau.
Sulla sinistra la divisione sassone del principe Francesco Saverio tentò un nuovo assalto al fianco destro degli alleati, scontrandosi con la divisione di von Spörcken: dopo un duro scontro, l'artiglieria anglo-hannoveriana ributtò indietro i sassoni, che come tutto il resto dell'esercito francese iniziarono una disordinata ritirata verso i ponti sul Bastau; l'artiglieria leggera britannica continuò a battere i nemici in ritirata, infliggendo ulteriori considerevoli perdite.

## Conseguenze

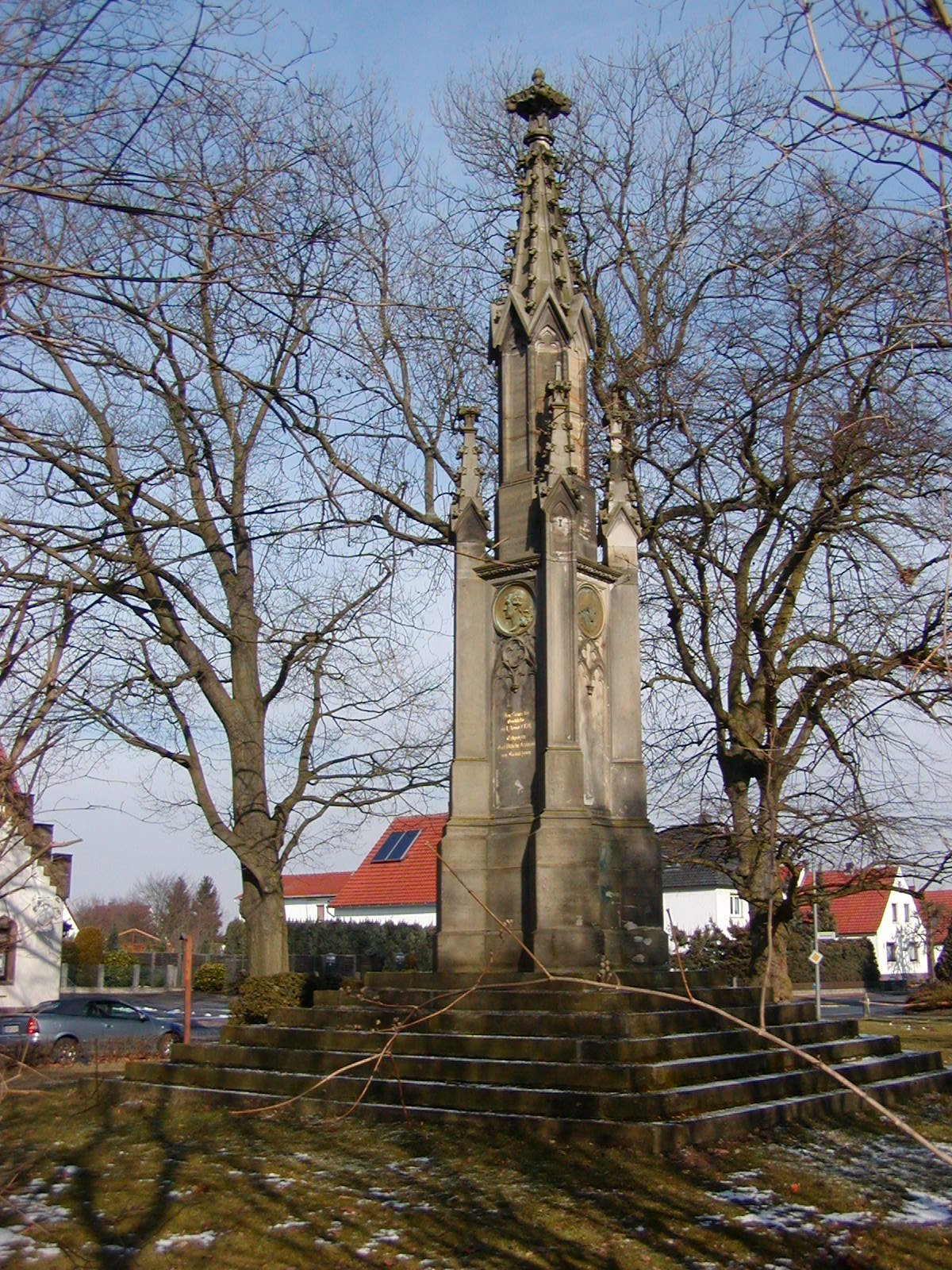
Il moderno memoriale dedicato alla battaglia di Minden

La battaglia di Minden si concluse con una pesante disfatta per i franco-sassoni, la cui armata registrò tra i 10 000 e gli 11 000 morti, feriti e prigionieri oltre alla perdita di gran parte delle salmerie, di 17 stendardi e bandiere e di 43 cannoni; tra i caduti francesi vi era anche Michel du Motier, marchese de La Fayette, padre del famoso generale Gilbert du Motier de La Fayette. Di contro, l'armata di Ferdinando riportò circa 2 600 tra morti e feriti, per metà circa concentrati tra i reggimenti britannici della divisione di von Spörcken.
A Contades non restò altro che ordinare una ritirata generale alla volta di Kassel, abbandonando di fatto tutte le sue più recenti conquiste e allontanando la minaccia di un'invasione francese dall'Hannover per il resto dell'anno; Contades fu ben presto privato dell'incarico e rispedito in Francia, venendo sostituito alla guida dell'armata da de Broglie (nominato maresciallo alla fine dell'anno). Il successo della fanteria britannica nel respingere tre cariche della cavalleria francese entrò nelle leggende del British Army, e il maggior generale Waldegrave fu promosso al grado di tenente generale; di contro, pesanti critiche furono addossate a Lord Sackville per la sua inspiegabile passività e la sua disobbedienza agli ordini superiori: il generale fu rimosso dal suo incarico in seno all'armata di Ferdinando per disposizione del re Giorgio II, ma chiese che del suo caso si occupasse una formale corte marziale. Il giudizio fu uno dei più severi mai emessi da una corte britannica nei confronti di un ufficiale generale: Sackville fu degradato e la corte dichiarò formalmente che egli era incapace di servire il regno in un qualunque incarico militare; paradossalmente, il verdetto non impedì a Sackville di darsi alla politica e di diventare nel 1775 Segreteria di Stato per le Colonie, incarico che gli conferì il controllo delle operazioni militari britanniche nel corso della guerra d'indipendenza americana.
La battaglia di Minden venne celebrata in Gran Bretagna come parte della lunga striscia continua di successi militari riportati ai danni dei francesi nel corso del solo anno 1759, eventi che costituirono il cosiddetto Annus mirabilis del 1759. L'anniversario della battaglia è abitualmente oggetto di celebrazioni come "Minden Day" da parte dei reggimenti britannici coinvolti nella battaglia.